# Bill Goodwin
Bill Goodwin (ur. 28 lipca 1910 w San Francisco, zm. 9 maja 1958) – amerykański spiker radiowy i aktor.

## Filmografia
Seriale
- 1948: The Philco Television Playhouse
- 1953: General Electric Theater jako Frederick Morrow
- 1954: The Public Defender jako Allie Kilgore
- 1955: Matinee Theater

Film
- 1941: Blondie in Society jako Prezenter
- 1943: Nie czas na miłość jako Christley
- 1945: Urzeczona jako detektyw hotelowy
- 1948: So This Is New York jako Jimmy Ralston
- 1954: Szczęściara jako Otis Thayer
- 1958: The Big Beat jako Joseph Randall

## Wyróżnienia
Posiada swoją gwiazdę na Hollywood Walk of Fame.